# R. Ross Holloway
R. Ross Holloway, nome completo  Robert Ross Holloway (15 agosto 1934 – Carrboro, 30 giugno 2022), è stato un archeologo e numismatico statunitense.
Fondatore del centro per la archeologia mediterranea alla Brown University, ha ricoperto la posizione di Elisha Benjamin Andrews Professor Emeritus della Brown University, dove ha insegnato dal 1964 al suo ritiro nel 2006.

## Biografia e formazione
Holloway ha studiato alla Roxbury Latin School e all'Amherst College (summa cum laude). Ha conseguito il Ph.D. alla Princeton University nel 1960, discutendo una tesi intitolata "The elder turtles of Aigina".

## Carriera accademica
Holloway entrò alla  Brown University nel 1964, e avanzò fino a ricoprire la cattedra di  Elisha Benjamin Andrews Professor Emeritus al momento del suo ritiro.
I suoi interessi nella ricerca comprendono la numismatica greca e romana, l'arte e l'architettura greca, l'archeologia dell'antica Roma e la storia dei primordi della Repubblica romana.
Nella sua carriera, Holloway ha usato l'archeologia non solo esclusivamente come sostegno a testi pubblicati, ma per sviluppare e scrivere testi di storia, che concordasse o meno con la letteratura storiografica precedente.
Come scrive un recensore del suo lavoro sulla prima Roma e il Latium:
(Jacques Poucet)
Un altro revisore del suo lavoro su Costantino indica in maniera analoga che il lavoro è stato realizzato sulla base di evidenze differenti da quelle degli studi tradizionali basati sui testi:
(Robin Margaret Jensen)
Il campo di studio di Holloway è centrato sull'Italia e la Sicilia nella prima e media età del bronzo. La datazione con il radiocarbonio dei suoi scavi ha portato a spostare di quasi cinque secoli la cronologia della prima età del bronzo in questa area, mentre lo studio delle spade della prima età del bronzo provenienti da  Buccino (Salerno) fu uno dei primi a documentare l'uso dell'arsenico come agente indurente nella metallurgia del primo bronzo.  Nell'isola di Ustica i suoi scavi della cittadella, la fortificazione meglio conservate dell'età del bronzo in Italia o Sicilia, hanno rivelato le prime occorrenze delle sculture di pietra nell'area.  Nel sito di La Muculufa, Butera (leggermente all'interno nella costa meridionale della Sicilia) ha scoperto un santuario federale della prima età del bronzo, il primo ad essere documentato.
Un Festschrift, dal titolo "Koine : Mediterranean studies in honor of R. Ross Holloway" è stato pubblicato in suo onore nel 2009.
La prefazione dei curatori riassume la sua carriera:
(Derek Count, Anthony Tuck)
Nell'introduzione si afferma a proposito dei suoi studi di numismatica:
(Derek Count, Anthony Tuck)
Nella sua carriera accademica alla Brown University, Holloway fu attivo nel creare una sede indipendente per l'archeologia dei paesi classici del Mediterraneo nel Center for Old World Archaeology and Art (COWA), in seguito sostituito dal Joukowsky Institute for Archaeology and the Ancient World. Nel 1981, assieme al professor Tony Hackens della Università cattolica di Lovanio, nel Belgio, ha fondato la serie Archaeologia Transatlantica che ha raggiunto i 22 volumi. La serie è stata sostituita nel 2009 dalle Joukowsky Institute Publications.

## Premi e riconoscimenti
Holloway ha ricevuto la medaglia d'oro dell'Archaeological Institute of America nel 1995,
Ha avuto i dottorati onorari ad Amherst e all'Università cattolica di Lovanio; è membro corrispondente the Istituto archeologico germanico, membro onorario della Royal Belgian Numismatic Society, fellow della Royal Numismatic Society di Londra, fellow della American Academy in Rome, membro straniero dell'Istituto Italiano di Preistoria e Protostoria di Firenze, e dell'Istituto Nazionale di Studi Etruschi ed Italici.

## Lavori

### Archeologia di Italia e Sicilia
- Italy and the Aegean: 3000-700 B.C., ("Archaeologia Transatlantica" ; 1), (Providence and Louvain), 1982. OCLC 8844116
- The Archaeology of Ancient Sicily, Routledge (Londra) 1991. ISBN 9780415019095
  - Translated into Italian  as Archeologia della Sicilia antica, 1995. ISBN 9788805054466
- The Archaeology of Early Rome and Latium, Routledge (London), 1994. ISBN 9780415143608
- Satrianum, The Archaeological Investigations Conducted by Brown University in 1966 and 1967, Brown University Press (Providence), 1970. ISBN 9780870571183
- Buccino, The Eneolithic Necropolis of San Antonio and Other Prehistoric Discoveries made by Brown University in 1968 and 1969, De Luca (Rome), 1973. OCLC 1056005
- "Buccino, The Early Bronze Age Village of Tufariello," con N. P. Nabers, S. S. Lukesh, E. R. Eaton, N. B. Hartmann, G. Barker, H. McKerrall, W. L. Phippen and G. Leuci, Journal of Field Archaeology, vol. 2, 1975, pp. 11–81.
- "La Muculufa, The Early Bronze Age Sanctuary: The Early Bronze Age Village (Excavations of 1982 and 1983)," Revue des Archéologues et Historiens d'Art de Louvain, 22, 1990: 11-67,  con M. S. Joukowsky, J. Léon and S. S. Lukesh (Providence and Louvain) 1990.
- "La Muculufa II Excavation and Survey 1988-1991 The Castelluccian Village and Other Areas," editor con T. Hackens, ("Archaeologia Transatlantica" 12), Providence and Louvain, 1995.
- "Ustica I, The Results of the Excavations of the Regione Siciliana, Soprintendenza ai Beni Culturali ed Ambientali Provincia di Palermo in collaborazione con la Brown University in 1990 and 1991," con Susan S. Lukesh e altri contributori, ("Archaeologia Transatlantica" ; 14) Providence and Louvain, 1995. OCLC 34671592
- "Ustica II, The Results of the Excavations of the Regione Siciliana, Soprintendenza ai Beni Culturali ed Ambientali Provincia di Palermo in collaboration with Brown University in 1994 and 1999," con Susan S. Lukesh,  ("Archaeologia Transatlantica" ; 19 (Providence) 2001. OCLC 47975697

### Arte antica
- A View of Greek Art, Brown University Press (Providence), 1973. ISBN 9780870571336 [13]
- Influences and Styles in the Late Archaic and Early Classical Greek Sculpture of Sicily and Magna Graecia, Catholic University of Louvain, Institute of Archaeology and Art History, Monographs, 1975. OCLC 2276760
- Constantine and Rome, Yale University Press, New Haven and London, 2004 ISBN 9780300100433.    According to WorldCat, the book is held in  920  libraries [14]

### Numismatica
- The Thirteen-Months Coinage of Hieronymos of Syracuse, Antike Münzen und Geschnittene Steine III, Walter De Gruyter (Berlin), 1969.[15]
- Art and Coinage in Magna Graecia, Edizioni Arte e Moneta (Bellinzona), 1978. ISBN 9780839002062
- Wheaton College Collection of Greek and Roman Coins, Ancient Coins in North American Collections, con J. D. Bishop (New York) 1981.
- The Coinage of Terina, con G. K. Jenkins, Edizioni Arte e Moneta (Bellinzona) 1982.
- Ripostigli del Museo Archeologico di Siracusa, International Center for Numismatic Studies, Biblioteca vol. 2 (Naples) 1989.
- Morgantina Studies, II, The Coins, con T. V. Buttrey, K. T. Erim, T. Groves, Princeton University Press, 1989.
- Ancient Greek Coins: Catalogue of the Classical Collection, Museum of Art, Rhode Island School of Design, ("Archaeologia  Transatlantica" 15) Providence and Louvain-la-Neuve, 1998. OCLC 43916721